# Acantholiparis opercularis
Acantholiparis opercularis är en fiskart som beskrevs av Gilbert och Burke 1912. Acantholiparis opercularis ingår i släktet Acantholiparis och familjen Liparidae. Inga underarter finns listade i Catalogue of Life.